# Arizona
Arizona, jedna od Sjedinjenih Američkih Država.

## Okruzi (Counties)
Arizona se sastoji od 15 okruga (counties). 

## Povijest
U doba od 300. do oko 1200. postojala je Hohokam kultura u južnoj Arizoni.
Europski misionari su stigli prvi put u 16. stoljeću: Marcos de Niza, španjolski Franjevac, putovao je oko 1539. po južnom dijelu SADa i opisuje sedam zlatnih gradova Cibole. Francisco Vásquez de Coronado, španjolski Konkvistador, tražio je te gradove oko 1540. – 1542.
Samu kolonizacija pokrenuli su katoličko-španjolski misionari. Podučavali su indijance katoličkoj vjeri. Nakon toga počeli su španjolci izgrađivati prve utvrđene gradove: (1752. Tubac, 1775. Tucson), da bi učvrstili svoju vladavinu na tom području. Arizona je nakon meksičke samostalnosti 1810. pripadala Meksiku.
14. veljače 1912. Arizona je primljena kao 48. država SADa.

## Stanovništvo
U Arizoni žive 5.744.000 stanovnika (2004.), od toga 63,8 % bijelci, 25,3 % Latinoamerikanci, 5,0 % Indijanci, 3,1 % crnci i Afroamerikanci, 1,8 % Azijati.
Postoje 1.901.327 kućanstva.
Od 2003. godine rode se više latinoameričke nego bijele djece. Očekuje se da će 2035. većina stanovnika Arizone biti latinoamerčkog podrijetla.
2000. godine stanovnici Arizone su se izjasnili koji im je materinski jezik, i to 74,1 %  engleski, 19,5 % španjolski, 1,9 % navaho, 0,6 % drugi indijanski jezici i 0,5 % njemački.
49,9% stanovništva su muškarci i 50,1 % su žene.
BDP po stanovniku iznosilo je 2002. godine 23.573 US-Dollara.

## Etničke zajednice
Indijanci: Pripadaju jezičnim skupinama i porodicama Yuman¹, Athapaskan² (Apachean) i Piman³ i ostali Shoshonean.
Cocopa¹, Halchidhoma¹, Halyikwamai¹, Havasupai¹, Hopi, Hualapai¹, Kohuana¹, Maricopa¹, Mohave¹, Navaho², Paiute, Papago³, Pima³, Quahatika³, San Carlos Apache², Sobaipuri³, Tonto², Yavapai¹ i Yuma¹.

### Religija
20% stanovnika Arizone sebe smatra kršćanima, u što se ubrajaju katolici,  Protestanti i Mormoni. 
- Kršćani - 80 %
  - Protestanti - 42 %
  - Katolika - 31 %
  - Mormona - 6 %
  - drugi kršćasnki pravci - 1 %
- druge vjere - 2 %
- bez vjere - 18 %

## Priroda i parkovi
Arizona je poznata po svojim pustinjama i kanjonima. Nacionalni park Grand Canyon nalazi se na sjeveru,  Canyon De Chelly National Monument na sjevero-istoku. Na granici prema Utahu nalazi se Monument Valley, na istoku Petrified Forest National Park i na jugu Saguaro National Park.

## Prosvjeta
U Arizoni postoje dva međunarodno poznata fakulteta: University of Arizona u Tucsonu i Arizona State University u Tempeu kod Phoenixa. Uz to postoje još par manjih fakulteta koja su Northern Arizona University u Flagstaffu i Thunderbird - The Garvin School of International Management u Glendaleu kod Phoenixa.
A u Phoenixu postoje još DeVry University, Southwestern College, University of Phoenix i Western International University, kao u Prescottu Embry-Riddle Aernautical University i Prescott College.

## Gradovi
Popis gradova i naselja u Saveznoj Državi Arizona
Ajo, 
Alpine, 
Apache Junction, 
Arivaca, 
Arizona City, 
Ashfork, 
Avondale, 
Bagdad, 
Benson, 
Bisbee (sjedište okruga Cochise), 
Black Canyon City, 
Bouse, 
Bowie, 
Buckeye, 
Bullhead City, 
Camp Verde, 
Carefree, 
Casa Grande, 
Catalina, 
Cave Creek, 
Chandler, 
Chino Valley, 
Chloride, 
Clarkdale, 
Clifton (sjedište okruga Greenlee), 
Colorado City, 
Coolidge, 
Cottonwood, 
Dewey-Humboldt, 
Dolan Springs, 
Douglas, 
Duncan, 
Eagar, 
Ehrenberg, 
El Mirage, 
Eloy, 
Flagstaff (sjedište okruga Coconino), 
Florence (sjedište okruga Pinal), 
Fountain Hills, 
Fredonia, 
Gila Bend, 
Gilbert, 
Glendale, 
Globe (sjedište okruga Gila), 
Goodyear, 
Green Valley, 
Greer, 
Guadalupe, 
Hayden, 
Heber-Overgaard, 
Holbrook (sjedište okruga Navajo), 
Huachuca City, 
Jerome, 
Joseph City, 
Kearny, 
Kingman (sjedište okruga Mohave), 
Lake Havasu City, 
Lake Montezuma, 
Lakeside, 
Litchfield Park, 
Mammoth, 
Marana, 
Maricopa, 
Mayer, 
McGuireville, 
Mesa, 
Miami, 
Morenci, 
Nogales (sjedište okruga Santa Cruz), 
Oatman
Oracle, 
Oro Valley, 
Overgaard, 
Page, 
Paradise Valley, 
Parker (sjedište okruga La Paz), 
Patagonia, 
Payson, 
Pearce, 
Peeples Valley, 
Peoria, 
Phoenix (Glavni i najveći grad Arizone i sjedište okruga Maricopa), 
Picacho, 
Picacho Peak, 
Pima, 
Pine, 
Pinetop-Lakeside, 
Prescott (sjedište okruga Yavapai), 
Prescott Valley, 
Quartzsite, 
Queen Creek, 
Red Rock, 
Rimrock,
Rio Rico, 
Safford (sjedište okruga Graham), 
Sahuarita, 
Saint Johns (sjedište okruga Apache), 
Salome, 
San Luis, 
San Manuel, 
Scottsdale, 
Sedona (u okrugu Coconino i Yavapai), 
Seligman, 
Show Low, 
Sierra Vista, 
Snowflake, 
Somerton, 
Sonoita, 
South Tucson, 
Springerville, 
Star Valley, 
Strawberry, 
Sun City, 
Sun City West, 
Sun Lakes, 
Sunsites, 
Superior, 
Surprise, 
Taylor, 
Tempe, 
Thatcher, 
Tolleson, 
Tombstone, 
Tonopah, 
Tuba City, 
Tubac, 
Tucson (sjedište okruga Pima), 
Verde Village, 
Wellton, 
Wenden, 
Wickenburg, 
Willcox, 
Williams, 
Winkelman, 
Winslow, 
Yarnell, 
Young, 
Youngtown, 
Yuma (sjedište okruga Yuma).

### Gradovi preko 100000 stanovnika
- Izvori[2]

| Grad       | Stanovništvo | Godina | Rang 2005 |
| ---------- | ------------ | ------ | --------- |
| Phoenix    | 1 461 575    | 2005   | 6         |
| Tucson     | 515 526      | 2005   | 32        |
| Mesa       | 442 780      | 2005   | 41        |
| Glendale   | 239 435      | 2005   | 73        |
| Chandler   | 234 939      | 2005   | 75        |
| Scottsdale | 226 013      | 2005   | 80        |
| Tempe      | 161 143      | 2005   | 139       |
| Gilbert    | 173 989      | 2005   | 127       |
| Peoria     | 138 200      | 2005   | 169       |